# Sokarame Paseser
Sokarame Paseser is een bestuurslaag in het regentschap Sumenep van de provincie Oost-Java, Indonesië. Sokarame Paseser telt 2950 inwoners (volkstelling 2010).